# Philip Livingston
Philip Livingston (15. ledna 1714 Albany – 12. června 1778 Pensylvánie) byl americký obchodník a státník z New Yorku. V říjnu roku 1774 zastupoval New York na prvním Kontinentálním kongresu, kde upřednostňoval uvalení ekonomických sankcí na Velkou Británii jako způsob nátlaku na britský parlament, aby zrušil zákon Intolerable Akt (trestní zákony schválené britským parlamentem v roce 1774 po „Boston Tea Party“ (Bostonské pití čaj)). Byl také delegátem druhého kontinentálního kongresu v letech 1775–1778 a signatářem Deklarace nezávislosti.

## Životopis
Philip Livingston narozený v Albany v New Yorku 15. ledna 1716 byl čtvrtý přeživší syn Philipa Livingstona (1686–1749), 2. lorda of the manor (titul vlastníka panství) a Catherine Van Brugh Livingston, dcery starosty Albany Pietera Van Brugha. Spolu se svým bratrem Williamem Livingstonem (1723–1790) vyrostl v Albany a rozdělil svůj čas mezi rodný Albany Townhouse a Manor House v Linlithgo u řeky Hudson.

## Kariéra
V roce 1737 Philip absolvoval na Yale a vrátil se do Albany pokračovat v kariéře obchodníka u svého otce. Vlivem svého otce získal také stáž v místní správě v Albany. Poté se usadil v New Yorku a pokračoval v obchodování, dovážel cukr ze Západní Indie. Během války krále Jiřího (1744–1748), Livingston velmi zbohatl. Spekuloval v oblasti nemovitostí a obchodu s otroky. Měl kamenný městský dům na Duke Street na Manhattanu a také čtyřicetiakrový statek na Brooklyn Heights. Jako obchodník pracoval do roku 1762.
Livingston pomohl založit Columbia College, nejstarší část Columbia University a v roce 1754 pomohl zorganizovat New York Public Library. V roce 1770 založil první obchodní komoru a v roce 1756 byl prezidentem a zakládajícím členem St. Andrew's Society, první dobročinné organizace v New Yorku. Byl také jedním z prvních ředitelů New York Hospital.

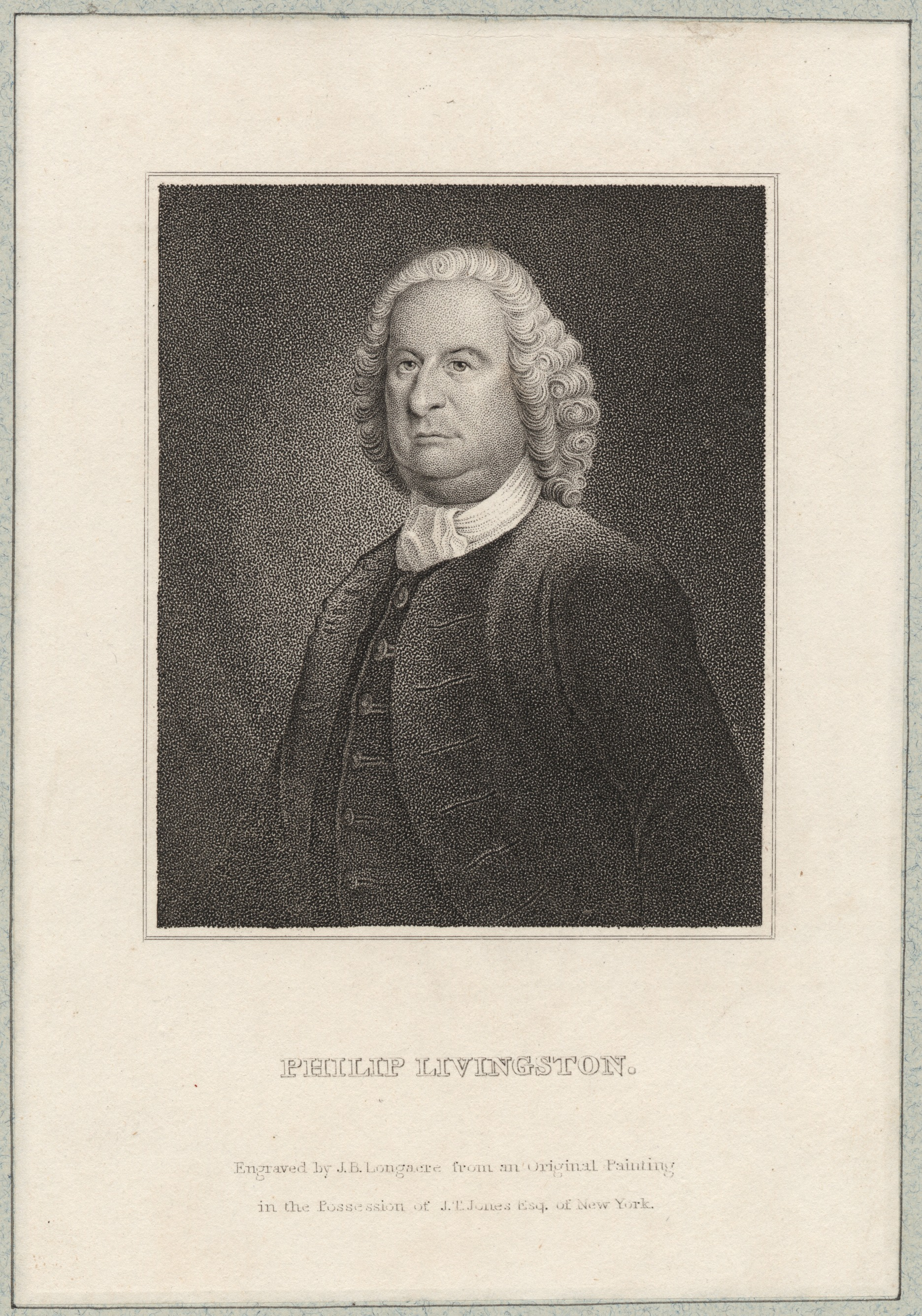
Philip Livingston, New York Public Library

## Livingston politik
V roce 1754 byl delegátem na Albany Congress. Tam se připojil k delegátům dvanácti dalších kolonií, aby jednali s domorodými Američany a diskutovali o společných plánech pro řešení francouzsko-indiánské války (1754–1763). Livingston se stal aktivním propagátorem úsilí o získávání a financování vojáků pro válku. Vzhledem k svému majetku byl jedním z předních investorů kolonie.
Od roku 1763 do roku 1769 působil jako člen zemského sněmu zástupců a v roce 1768 jako jeho mluvčí. V říjnu 1765 se v New Yorku zúčastnil Stamp Act Congressu, známého také jako Continental Congress of 1765. Výsledkem setkání byl první formální protest k Briánii, což byla předehra americké revoluce. Připojil se k výboru Committee of Correspondence v New Yorku a pokračoval v komunikaci s představiteli dalších kolonií.
Když New York v roce 1775 založil New York Provincial Congress, stal se jeho prezidentem. Byl zvolen delegátem kontinentálního kongresu. Jeho bratr William, prominentní právník v New Jersey, byl delegátem kontinentálního kongresu od roku 1774 do června 1776. V červenci 1775 podepsal Philip Olive Branch Petition, který byl konečným pokusem dosáhnout porozumění s korunou. Stejně jako mnozí z prvních vlastenců, zpočátku neobhajoval úplné odloučení od Anglie, ale nakonec se přidal na stranu revoluce pro opatření, která Britové ukládali kolonistům. Když Britové okupovali New York, Philip a jeho rodina uprchli do Kingstonu v New Yorku, kde měli další sídlo.
Po bitvě na Long Islandu se Washington a jeho důstojníci setkali v Philipově rezidenci v Brooklynu a rozhodli se ostrov evakuovat. Britové následně použili dům Philipa Livingstona jako kasárna a jeho rezidence v Brooklynu jako nemocnice Royal Navy.
Po přijetí nové ústavy státu New York byl v roce 1777 jmenován do senátu státu New York, zatímco nadále pracoval v kontinentálním kongresu. Livingston trpěl vodnatelností a jeho zdraví se zhoršilo v 1778.

## Smrt
Livingston náhle zemřel při účasti na šestém zasedání Kongresu v Yorku v Pensylvánii a je zde pohřben na hřbitově Prospect Hill Cemetery. Livingston byl presbyterián a zednář. Když Livingston zemřel, jeho majetek nestačil ke splacení jeho dluhů a jeho vykonavatelé se vzdali správy panství.